# Paphiopedilum dianthum
Paphiopedilum dianthum é uma espécie de orquídea (Orchidaceae) do Sudeste Asiático.